# Psilogramma discistriga
Psilogramma discistriga là một loài bướm đêm thuộc họ Sphingidae. Loài này có ở Bangladesh.